# أليكس جيبسون
أليكس جيبسون (بالإنجليزية: Alex Gibson)‏ (12 أغسطس 1982 ببليموث في المملكة المتحدة - ) هو لاعب كرة قدم بريطاني في مركز الظهير. لعب مع بورت فايل وستوك سيتي ونادي هدنسفورد تاون وستافورد رينجرز وDroylsden F.C. ‏.

## وصلات خارجية
- أليكس جيبسون على موقع قاعدة بيانات كرة القدم.إي يو (الإنجليزية)
- أليكس جيبسون على موقع Soccerbase.com (لاعب) (الإنجليزية)